# Mons (Var)
Mons – miejscowość i gmina we Francji, w regionie Prowansja-Alpy-Lazurowe Wybrzeże, w departamencie Var.
Według danych na rok 1990 gminę zamieszkiwało 459 osób, a gęstość zaludnienia wynosiła 6 osób/km² (wśród 963 gmin regionu Prowansja-Alpy-W. Lazurowe Mons plasuje się na 499. miejscu pod względem liczby ludności, natomiast pod względem powierzchni na miejscu 68.).